# Антоні Васьковський

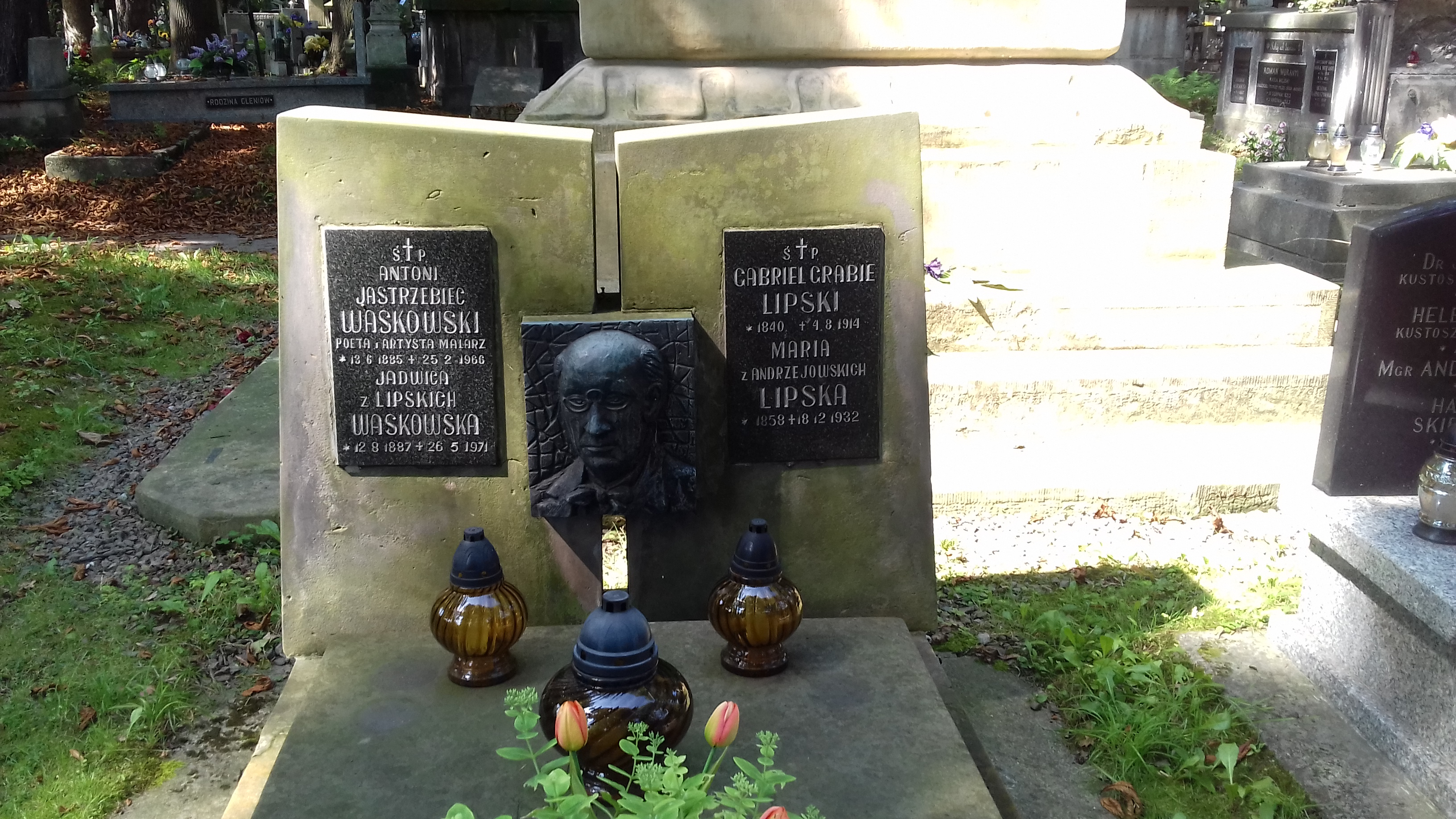
Могила Антоні Васьковського.

Анто́ні Васько́вський (пол. Antoni Waśkowski; 13 червня 1885, Краків — 25 лютого 1966, Краків) — польський поет, прозаїк, драматург і живописець.

## Життєпис
Антоні Васьковський народився в сім'ї вихідця з Велички Вавжинця Войцеха (1849—1917), викладача історії в гімназії, шляхтича гербу «Ястшембець», і піаністки Теодори Емілії (до шлюбу Роговська; 1850—1923) Васьковських. Мав сестер — Марію (в шлюбі Крайнер; 1875—1959), Феліцію (в шлюбі Мрозицька; 1877—1930), Зофію (1881—1964), Галину (в шлюбі Деже; 1890—1975), Станіславу (в шлюбі Каспшик; 1893—1970) і брата Тадеуша (1883—1960) — художника і вчителя малювання.
1893 року родина Васьковських перебралася в Бохню, де батько став учителювати в гімназії. У його домі часто гостювали Казимеж Пшерва-Тетмаєр, Каспер Желеховський i Юзеф Мегоффер.
Змалку Антоні Васьковський любив малювати й разом із братом Тадеушем робив ескізи околиць Бохні. Цими роботами зацікавився скульптор Францішек Виспянський й намовив свого сина Станіслава давати хлопцям — двоюрідним братам — уроки малювання. У той час Антоні наслідував творчість Яцека Мальчевського, Станіслава Виспянського і Леона Вичулковського. Ці уроки відбувалися в Кракові щонеділі — з 1898 року. Про цю науку Антоні згадує у книжці «Знайомі з минулих часів», цитуючи слова Станіслава Виспянського:
| «Пам'ятай: малюючи портрет, ти малюєш три портрети водночас. Перший, дуже легкий — поправне зображення предмета; другий — складніший: спробуй спостерегти і зрозуміти думки портретованої особи… розумієш? — її душу… А третій — найважчий: твій автопортрет… Постарайся зробити портрет за годину, бо на другій годині перед тобою вже сидить хтось інший, та й ти інший»[8]. Оригінальний текст (пол.) «Pamiętaj, rysując portret rysujesz równocześnie trzy portrety. Pierwszy, bardzo łatwy — poprawne odrysowanie przedmiotu, drugi — trudniejszy, staraj się dostrzec i zrozumieć myśl osoby portretowanej… rozumiesz? — jej duszę… A trzeci — najtrudniejszy: twój autoportret… Staraj się zrobić portret za godzinę, bo w drugiej godzinie ktoś inny już siedzi przed tobą i ty jesteś inny». |
Закінчивши гімназію в Бохні, Антоні Васьковський вивчав польську філологію та історію мистецтва в Ягеллонському університеті. Публікував свої твори в молодіжному журналі «Pierwiosnek» («Пролісок») та в щоденній газеті «Głos Narodu» («Голос народу»). У 1913—1917 роках він працював асистентом у Національному музеї у Кракові. У 1926—1927 роках виконував обов'язки секретаря Товариства друзів образотворчих мистецтв у Кракові (ТДОМ) і в той час не малював, лише писав критичні і оглядові статті про мистецтво. Також працював редактором видання «Roczniki TPSP» — «Аннали ТДОМ». Васьковський був співзасновником краківської організації Спілки польських письменників та її першим секретарем (у 1920—1929 роках). Він брав активну участь у мистецькому житті Кракова, був завсідником кав'ярні «Jama Michalika» («Яма Міхалика»), де збиралася тодішня краківська богема. У 1927-му знову почав малювати й до 1929 року навчався живопису в Теодора Аксентовича. Малював переважно портрети та пейзажі, зокрема краєвиди Бохні та околиць у перші десятиліття ХХ сторіччя. Віддавав перевагу пастельній техніці. Васьковський створив багато портретів своєї улюбленої натурниці — Мері з мідно-золотистим волоссям і зі смарагдовими очима. У літературній та малярській творчості додержував лінії «Молодої Польщі». Оцінку Васьковському як художникові дав мистецтвознавець Лукаш Бяли:
| Васьковський має дуже добрі художні засоби. Щодо нього не доводиться говорити про індивідуальний стиль, бо в його творах дуже виразно видно вплив Виспянського, зокрема в композиції, трактуванні та колористиці портретів. Васьковського вважають епігоном «Молодої Польщі», але він мав величезний технічний потенціал, навчався у Виспянського. У його роботах можемо знаходити і порівнювати різні мотиви[10]. Оригінальний текст (пол.) Waśkowski ma bardzo dobry warsztat. Nie można w jego przypadku mówić o indywidualnym stylu, ponieważ w jego pracach widać bardzo wyraźnie wpływ Wyspiańskiego, m.in. w kompozycji, ujęciu i kolorystyce portretów. Jest uważany za epigona Młodej Polski, ale miał olbrzymi potencjał warsztatowy, kształcił się u Wyspiańskiego. Możemy w jego pracach odnajdywać i porównywać różne wątki. |
Характеристику літературної творчості Васьковського дав польський поет і критик Ігнаци Станіслав Ф'ют у статті «Poezyje».
| «Поезії» — це збірка меланхолійно-ліричних творів (сонети, ліричні вірші, панегірики на честь села, природи й видатних історичних постатей, як-от Луціян Ридель («Елегія»). Творчість Васьковського відповідає засадам «Молодої Польщі», однак прикметна багатьма елементами романтизму. Автор показує світ, який безповоротно минувся й ніколи не повернеться, на який можна натрапити лише в цій поезії та прикликати з минувшини в сучасність. Збірка належить до низки творів у польській літературі минулого століття, які, попри різні історичні завихрення, відображають специфіку й особливості вітчизняного красного письменства в контексті світової літературної культури. Васьковський піднімає й обговорює універсальну проблему сенсу людського життя у світі та роль долі й Провидіння у здійсненні цієї проблеми. Певною мірою він подає польську версію відомих «Страждань молодого Вертера» Й. В. Ґете в рідній духовній оправі, пов'язаній як зі специфікою вітчизняної культури на європейському тлі перед поділом Польщі й після нього, так і з польським католицизмом. Оригінальний текст (пол.) «Poezyje» — to zbiór wierszy o charakterze melancholijno-lirycznym (sonety, liryki, panegiryki na cześć wsi i przyrody, ale i wybitnych postaci historycznych np. L. Rydla (Elegia). Twórczość ta mieści się w formule młodopolskiej, ale i elementy romantyzmu są w niej licznie obecne. Ukazuje świat, który przepadł bezpowrotnie i już nigdy nie wróci, a jedynie można go spotkać w tej poezji i przywołać z przeszłości do bytu. Stanowi pewien ciąg utworów w literaturze polskiej ostatniego stulecie, pomimo różnych zawirowań historycznych, ukazujący specyfikę i osobliwości literatury rodzimej na tle światowej kultury literackiej. Podejmuje i dyskutuje uniwersalny problem sensu życia człowieka w świecie oraz rolę losu i Opatrzności przy jego urzeczywistnianiu. Autor poniekąd ukazuje polską wersję przysłowiowych «Cierpień młodego Wertera» J. W. Goethego w rodzimej oprawie duchowej, związanej ze specyfiką rozbiorową i porozbiorową kultury Polski w Europie, ale i polskim katolicyzmem. |
Антоні Васьковський приятелював із Казимежом Пшервою-Тетмаєром, Ґабрієлею Запольською та Емілем Зегадловичем. Упродовж десяти років він був секретарем видатного польського художника, філософа, літературознавця, мистецтвознавця й математика Леона Хвістека.
1930 року Антоні Васьковський став лауреатом Краківської міської премії. Був одружений із Ядвігою Ліпською (1887—1971). Після смерті чоловіка вона у 1967 році подарувала понад тридцять його робіт Краківському історичному музею.

## Літературні твори
- Lel i Polel (1910) — «Лель і Полель» (п'єса)
- Poezyje[11] (1910) — «Поезії»
- Dopust (1912) — «Удар долі» (драма)
- Błędne drogi (1918) — «Хибні дороги» (роман)
- Gwiazdy spadające (1922) — «Зірки, що спадають» (повість)
- Poezje (1925) — «Поезії»
- Legenda (1926) — «Легенда» (збірка поезій)
- Makryna (1929) — «Макрина» (драма у п'яти актах із прологом)
- Opowieść księżycowa (1929) — «Місячна оповідь»
- Kapłanka (1931) — «Жриця» (трагедія)
- Poezje, t. 1–5 (1920–32) — «Поезії», т. 1-5
- Z moich wspomnień o Stanisławie Wyspiańskim (1934) — «З моїх спогадів про Станіслава Виспянського» (мемуари)
- Gwiazda Wawelu (1934) — «Зірка Вавелю» (драматичні сценки)
- П'єса «Вікінда» («Wikinda»). Прем'єра — 30.04.1938 у Міському театрі імені Юліуша Словацького (Краків)[13].
- Znajomi z tamtych czasów (1956) — «Знайомі з минулих часів» (про літераторів, художників і акторів; 1892—1939)
- Z moich wspomnień o Stanisławie Wyspiańskim (1956) — «З моїх спогадів про Станіслава Виспянського» (мемуари)
- Kraków w twórczości Wyspiańskiego (1957) — «Краків у творчості Виспянського» (нарис)
- Tu żył i tworzył Stanisław Wyspiański (1957). — Kraków, Wydawnictwo artystyczno-graficzne — «Тут жив і творив Станіслав Виспянський»

## Художні виставки
- 2011 «Antoni Waśkowski. Mohikanin Młodej Polski» — «Антоні Васьковський. Могіканин „Молодої Польщі“» (Краків)

## Дискографія
- «Pieśni moje». Z. 2. Tyrsa Orest (muzyka), Staff Leopold (słowa), Waśkowski Antoni (słowa). Na głos z fortepianem. — Warszawa: Gebethner i Wolff
  - «Po latach…»
  - «We snach przychodzisz do mnie»
  - «Umiłowałem te kwiaty najlichsze»
- «Poezje Antoniego Waśkowskiego w pieśni». Gablenz Jerzy (muzyka), Waśkowski Antoni (słowa). — Kraków: Akord, 1924 (?)
- «Trzy pieśni nastrojowe». Świerzyński, Michał (muzyka), Waśkowski, Antoni (słowa). Na głos z fortepianem. — Kraków
  - «Ty nawet nie wiesz, jak mi źle…»
  - «Jest w oczach twych obłędny świat…»
  - «U źródła dusze poją…»
- «Osiem pieśni»: op. 15. «Krwawe liście». Lipski Stanisław (muzyka), Waśkowski Antoni (słowa). Na 1 głos z towarzyszeniem fortepianu. —Kraków: Lipski Stanisław, Antoni Piwarski i Spółka, 1930
- «Trzy pieśni: na chór męski». Rączka Stanisław Ignacy (muzyka), Przerwa-Tetmajer Kazimierz (słowa), Waśkowski Antoni (słowa), Stwora Stanisław (słowa). — Wydawnictwo «Chór», 1936 (?)

Дев'ять віршів Васьковського поклав на музику Єжи Ґабленц (1888—1937). 1985 року фірма «Polskie Nagrania Muza» випустила вініловий альбом «Pieśni» з дванадцятьма піснями, виконаними у класичному стилі, зокрема й цими дев'ятьма:
- «Śnią Mi Się Cudne Twe Oczy» Op. 5 Nr 3
- «Ty Nie Wiesz Nawet, Jak Mi Źle» Op. 5 Nr 4
- «Tęskniłem Wieki» Op. 5 Nr 5
- «Jak Zorza Płoną Twe Usta» Op. 5 Nr 6
- «Tyle Miłości Przebolało We Mnie» Op. 7 Nr 2
- «Moje Myśli Osmętniałe» Op. 18 Nr 6
- «Kochałem W Tobie» Op. 9 Nr 6
- «Deszcz W Szyby Dzwoni» Op. 10 Nr 4
- «Cudna Promienna» Op. 13 Nr 1